# 飾り迫縁

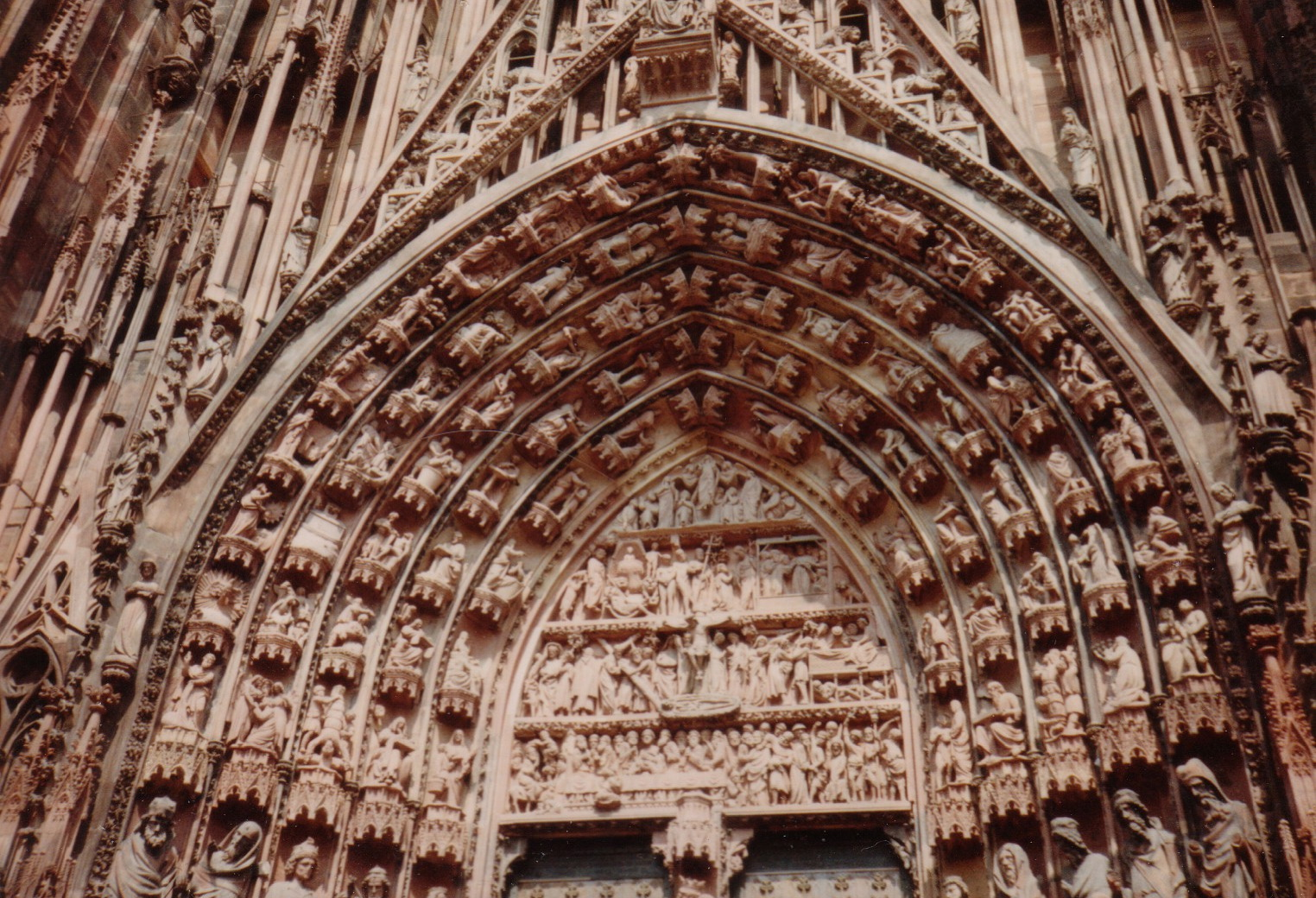
ストラスブール大聖堂にある飾り迫縁とペディメント

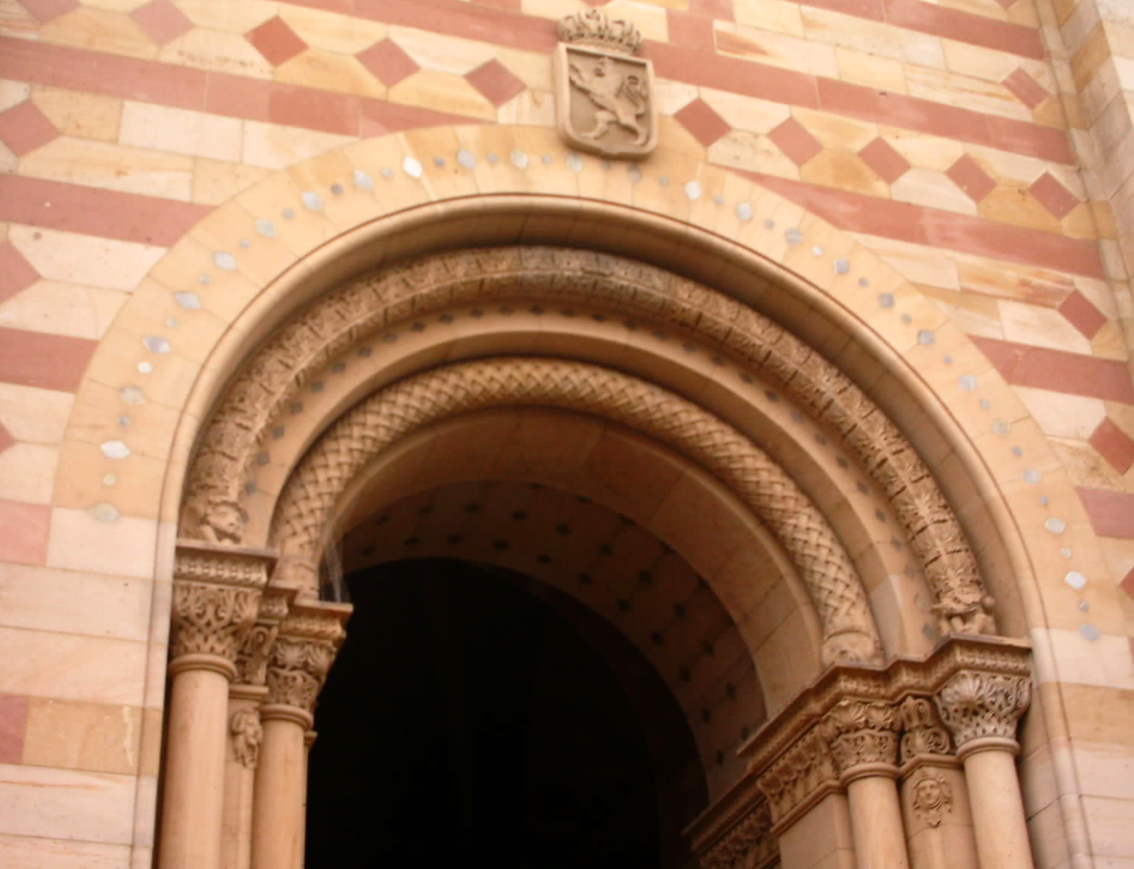
シュパイアー大聖堂の飾り迫縁

飾り迫縁（かざりせりぶち）またはアーキヴォールト（archivolt）は、アーチに沿って付けられた装飾用の繰形である。帯状の装飾的繰形（その他の建築要素）で構成され、アーチ状の入り口を囲んでいる。四角い入り口の場合のアーキトレーブに対応する。アーチの下面や内面の曲線そのものを指すこともあるが、そちらは正確には「内輪 (intrados)」と呼ぶ。
アーキヴォールトはイタリア語（またはフランス語）が起源であり、英語の単語 arch と vault の組合せに等しい。